# Runcina fijiensis
Runcina fijiensis is een slakkensoort uit de familie van de Runcinidae. De wetenschappelijke naam van de soort werd voor het eerst geldig gepubliceerd in 1988 door T. Thompson & Brodie.